# Coudray, Loiret

Coudray este o comună în departamentul Loiret din centrul Franței. În 1 ianuarie 2018 avea o populație de 392 de locuitori.